# Horizon: An American Saga – Chapter 2
Horizon: An American Saga – Chapter 2 is een Amerikaanse epische westernfilm uit 2024, geregisseerd en geproduceerd door Kevin Costner die ook de hoofdrol speelt. De film heeft een uitgebreide cast, bestaande uit onder anderen Sienna Miller, Sam Worthington, Giovanni Ribisi, Jena Malone, Abbey Lee, Michael Rooker, Danny Huston, Luke Wilson, Isabelle Fuhrman, Jeff Fahey, Will Patton, Ella Hunt en Jamie Campbell Bower. De film is het tweede deel van een geplande vierdelige reeks Horizon: An American Saga-films.

## Verhaal
De film speelt zich af tijdens de Amerikaanse Burgeroorlog, van 1861 tot 1865, en toont de uitbreiding van het Amerikaanse Westen.

## Rolverdeling
| Acteur               | Personage                |
| -------------------- | ------------------------ |
| Kevin Costner        | Hayes Ellison            |
| Sienna Miller        | Frances Kittredge        |
| Sam Worthington      | First Lt. Trent Gephardt |
| Jena Malone          | Ellen/Lucy               |
| Tatanka Means        | Taklishim                |
| Ella Hunt            | Juliette Chesney         |
| Tim Guinee           |                          |
| Danny Huston         | Kolonel Houghton         |
| Colin Cunningham     |                          |
| Scott Haze           |                          |
| Tom Payne            | Hugh Proctor             |
| Abbey Lee            | Marigold                 |
| Michael Rooker       | Sgt. Major Riordan       |
| Will Patton          | Owen Kittredge           |
| Georgia MacPhail     |                          |
| Douglas Smith        |                          |
| Luke Wilson          | Matthew Van Weyden       |
| Isabelle Fuhrman     | Diamond Kittredge        |
| Jamie Campbell Bower | Caleb Sykes              |
| Alejandro Edda       |                          |
| Michael Anganaro     | Walter Childs            |
| Angus Macfadyen      |                          |
| Jon Beavers          | Junior Sykes             |
| Alex Nibley          |                          |
| Kathleen Quinlan     | Annie Pine               |
| Etienne Kellici      |                          |
| Bodhi Okuma Linton   |                          |
| Gregory Cruz         |                          |
| James Russo          |                          |
| Jeff Fahey           |                          |
| David O’Hara         |                          |
| Chris Conner         |                          |
| Leroy M. Silva       |                          |
| Bernardo Velasco     |                          |
| Tom Everett          |                          |
| Glynn Turman         |                          |
| Giovanni Ribisi      | Roland Bailey            |

## Release
Horizon: An American Saga - Chapter 2 ging op 7 september 2024 in première op het Filmfestival van Venetië buiten competitie en werd vertoond samen met Chapter 1. De film stond oorspronkelijk gepland om op 16 augustus 2024 in première te gaan in de Amerikaanse bioscopen.